# Dolmens des Muraires
Les dolmens des Muraires sont deux dolmens situés respectivement sur la commune du Luc (dolmen no 1) et sur la commune de Cabasse (dolmen no 2), dans le département du Var en France.

## Protection
Le dolmen no 1 est inscrit au titre des monuments historiques en 1988.

## Dolmenno1
L'édifice, situé sur un petit replat, fut découvert en 1962 par Gérard Bérard. Endommagé lors de travaux de défrichement en 1974, il bénéficia alors d'une fouille de sauvetage menée par G. Bérard. Il a été acquis par la commune et restauré par Hélène Barge en 1989.

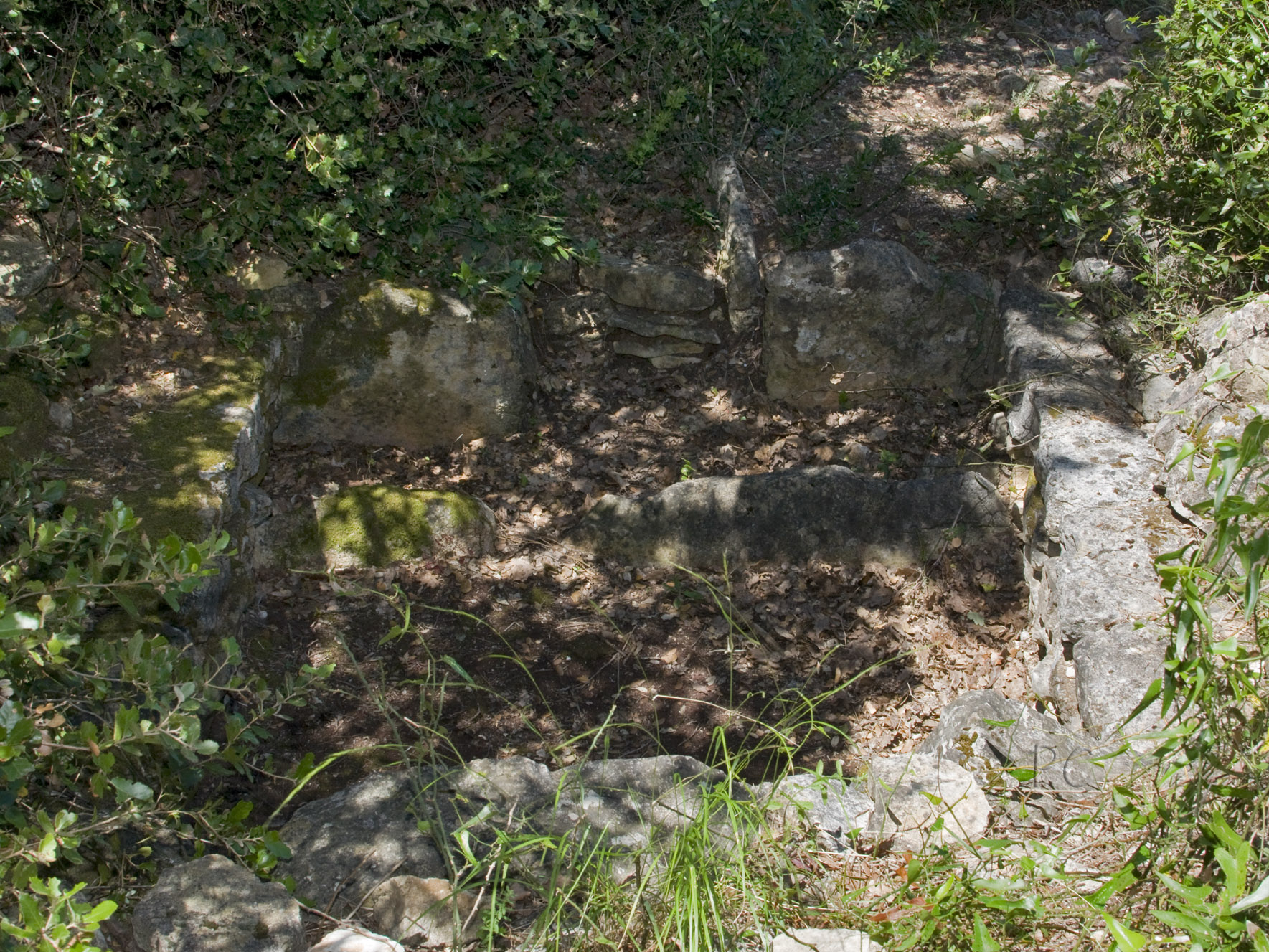
Chambre et antichambre

Le tumulus, constitué de terre et de pierres, mesure environ 10 m de diamètre, il est désormais coupé dans sa partie sud par un mur de clôture. La chambre sépulcrale (2 m de long sur 1,50 m) est délimitée par une grande dalle de chevet à l'est et des murettes en pierres sèches côté nord et sud. Deux petites dalles transversales divisent la chambre en deux parties d'inégale largeur : une petite antichambre et la chambre proprement dite. 
L'ensemble est précédé d'un court couloir (moins d'un mètre de long) délimité par deux petites dalles, dont le sol est dallé et surélevé par rapport à la chambre, qui ouvre à l'ouest. 
L'existence ou non d'une couverture du dolmen à l'origine n'a pu être déterminée.
Dans la chambre proprement dite, la fouille a révélé deux niveaux d'occupation séparés par un dallage : une couche supérieure, épaisse de 0,30 m à 0,35 m et une couche inférieure, épaisse de quelques centimètres seulement. L'antichambre comportait aussi deux niveaux de dépôt mais sans séparation matérialisée.
| Emplacement                                  | Couche     | Ossements humains                                               | Matériel funéraire |
| -------------------------------------------- | ---------- | --------------------------------------------------------------- | --- |
| chambre                                      | supérieure | grande quantité d'ossements (altérés et totalement désordonnés) | 1 fragment de cristal de roche 1 perle en lignite                                                                        |
| chambre                                      | inférieure | peu d'ossements (phalanges et dents)                            | 1 grande perle biconique en serpentine 3 perles en calcite, 11 perles en calcaire 1 lame et 2 pointes de flèche en silex |
| antichambre                                  | supérieure | 3 crânes ossements longs d'un enfant                            | 1 fragment de lame en silex 1 fragment de hache polie en roche verte 1 perle en cuivre                                   |
| antichambre                                  | inférieure | 3 crânes ossements longs d'un enfant                            | 1 fragment de cristal de roche 3 pointes de flèche en silex 1 lame en silex 1 poinçon en os                              |
| Source : Les sépultures mégalithiques du Var |            |                                                                 | |

Il est apparu que les deux fragments de cristal de roche correspondaient à un unique cristal brisé en deux parties. La grande perle  (8 cm) en lignite est un exemplaire quasi-unique dans tout le sud de la France. Le mobilier de la couche inférieure a été daté du début du Chalcolithique.

## Dolmenno2
Le dolmen n'a pas été fouillé. Il est donc difficile de connaître précisément son architecture puisque l'édifice disparaît sous un tumulus de pierrailles de forme ovale (grand axe est-ouest 10 m, petit axe nord-sud 8 m, hauteur 1 m). Seules deux dalles fortement délitées sont visibles mais il semble qu'il s'agisse d'un petit dolmen délimité par des murets latéraux et ouvrant sur un couloir à l'ouest.